# Mariakerk (Nisse)

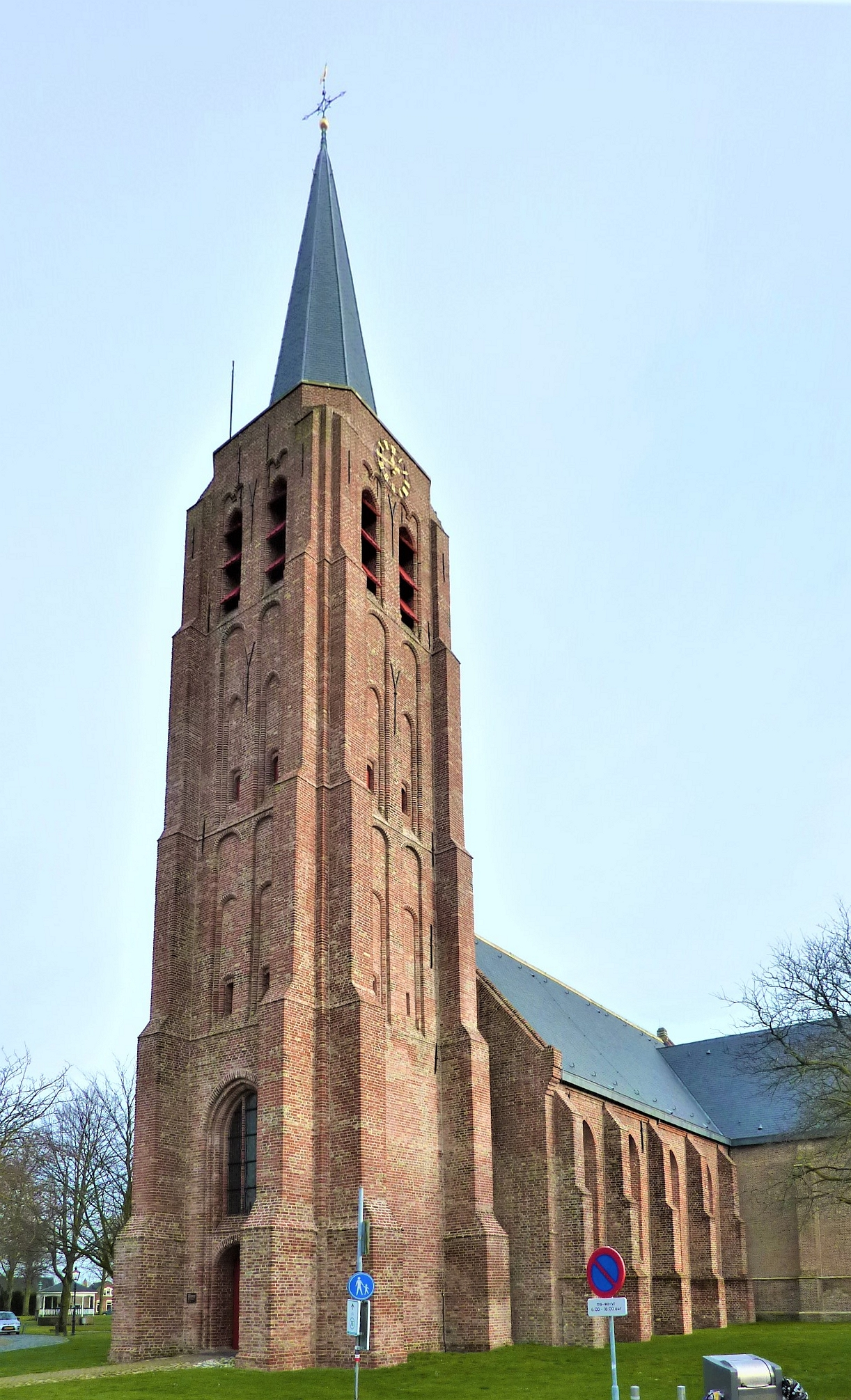
Der Turm der Mariakerk

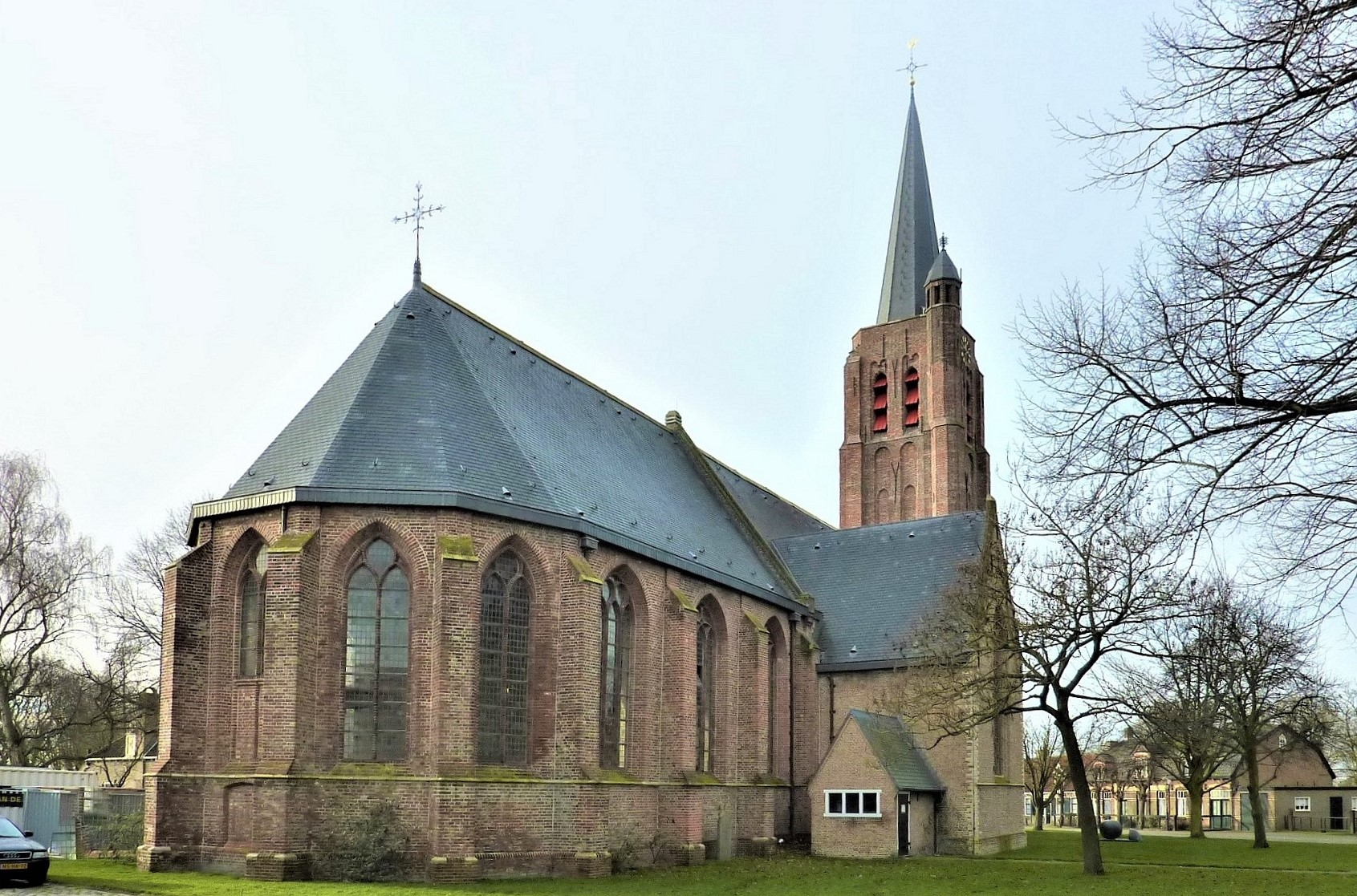
Ansicht von Nordost

Die Mariakerk (deutsch Marienkirche) ist eine gotische evangelische Pfarrkirche im Ortsteil Nisse der Gemeinde Borsele in der niederländischen Provinz Zeeland. 

## Geschichte
Nisse war bereits 1196 eine eigenständige Parochie als Abpfarrung von St. Johannes in ’s-Heer Abtskerke. Das Gotteshaus war ursprünglich dem heiligen Hubertus geweiht. Der mächtige Kirchturm der Mariakerk entstand im späten 14. Jahrhundert. Ihm wurde um 1425 als Ersatz für einen älteren Vorgängerbau ein neues einschiffiges Langhaus angefügt. Ein fünfseitig geschlossener Langchor mit seitlicher Sakristei folgte um 1450. Das südliche Querschiff entstand um 1500, das nördliche wurde etwas später angefügt.
Die evangelische Kirchengemeinde Nisse gehört zur 2004 geschaffenen Protestantse Kerk in Nederland. Die Gemeinde entstand 1996 als Zusammenschluss der reformierten Gemeinde Nisse mit den örtlichen Mitgliedern der Gereformeerde Gemeinde von Heinkenszand. Die Gemeinde teilt sich den Pfarrer mit der von Hoedekenskerke.

## Orgel
Die Orgel wurde 1911 von der Orgelbaufirma N.V. Standaart als einmanualiges Instrument erbaut. Das Instrument wurde 1943 erweitert und hat heute 17 Register auf zwei Manualen und Pedal. Die Trakturen sind pneumatisch.
| I Hauptwerk C–f3 |     |
| Bourdon          | 16′ |
| Prestant         | 8′  |
| Roerfluit        | 8′  |
| Octaaf           | 4′  |
| Quint            | 3′  |
| Mixtuur III      |     |
| Cornet V         | 8′  |
| Trompet          | 8′  |
| Tremulant        |     |

| II Schwellwerk C–f3 |    |
| Holpyp              | 8′ |
| Salicional          | 8′ |
| Aeoline             | 8′ |
| Voix Celeste        | 8′ |
| Flûte               | 4′ |
| Woudfluit           | 2′ |
| Vox Humana          | 8′ |
| Tremulant           |    |

| Pedalwerk C–d1 |     |
| Subbas         | 16′ |
| Violón         | 8′  |

- Koppeln: II/I, I/I (Suboktavkoppel), II/II (Superoktavkoppel), I/P, II/P